# Grecia al Junior Eurovision Song Contest
La Grecia ha partecipato 6 volte sin dal suo debutto nel 2003. La rete che ha curato le varie partecipazioni è l'ERT. Si ritirano nel 2009 in quanto il poco interesse che il programma ha riscosso nel paese e un'obiezione all'utilizzo dei bambini nel concorso.

## Partecipazioni
- Primo posto
- Secondo posto
- Terzo posto
- Ultimo posto

| Anno                                    | Artista            | Canzone                | Lingua | Posizione | Posizione |
| Anno                                    | Artista            | Canzone                | Lingua | Finale    | Punti     |
| --------------------------------------- | ------------------ | ---------------------- | ------ | --------- | --------- |
| 2003                                    | Nikolas Ganopoulos | Filoi gia panta        | Greco  | 8º        | 53        |
| 2004                                    | Secret Band        | O palios mou eavtos    | Greco  | 9º        | 48        |
| 2005                                    | Alexandros & Kallī | Tōra einai ī seira mas | Greco  | 6º        | 88        |
| 2006                                    | Chloī Sofia Boletī | Den peirazei           | Greco  | 13º       | 35        |
| 2007                                    | Made in Greece     | Kapou berdevtīka       | Greco  | 17º       | 14        |
| 2008                                    | Nikī Giannoutsou   | Kapoia nychta          | Greco  | 14º       | 19        |
| Nessuna partecipazione dal 2009 al 2025 |                    |                        |        |           |           |

## Storia delle votazioni
Al 2008, le votazioni della Grecia sono state le seguenti: 
Punti dati
| Posizione | Stato               | Punti |
| --------- | ------------------- | ----- |
| 1         | Cipro               | 60    |
| 2         | Spagna              | 35    |
| 3         | Bielorussia Romania | 33    |
| 4         | Russia              | 22    |
| 5         | Danimarca           | 20    |

Punti ricevuti
| Posizione | Stato               | Punti |
| --------- | ------------------- | ----- |
| 1         | Cipro               | 57    |
| 2         | Croazia             | 22    |
| 3         | Regno Unito Romania | 18    |
| 4         | Belgio              | 13    |
| 5         | Malta               | 12    |